# Породичне констелације
Породичне констелације, породични распоред или поредак љубави представљају алтернативну терапеутску методу креирану од стране Берта Хелингера 1990-их година. Заснована је на терапији породичних система, егзистенцијалној феноменологији по Мартину Хајдегеру и породичним ставовима Зулу културе.
У току једне сесије Породичних констелација (ПК) открива се притајена динамика која снажно утиче на више генерација одређене фамилије, након чега се њени штетни ефекти отклањају подстицањем субјекта да се преко представника суочи и прихвати чињеничну стварност прошлости. Поредак љубави једна је од метода традиционалне медицине коју је Министарство здравља Републике Србије озваничило према чл. 6. Правилника о ближим условима, начину и поступку обављања метода и поступака традиционалне медицине.

## О методи
Овај принцип лечења значајно се разликује од конвенционалних облика когнитивних, бихевиористичких и психодинамских облика терапије. Њен оснивач, Берт Хелингер, у објашњење методе увео је идеју o морфичкој резонанцији (по биологу др Руперту Шелдрејку, морфичко поље представља невидљиву организујућу структуру јединке у којој је садржан план организама, и која резонанцијом привлачи јединку ка њеном посебном облику и сврси у простору и времену). Поједини физичари ову методу описали су као „квантно надрилекарство”, а позитивни исходи терапије приписивани су уобичајеним објашњењима као што су сугестија и емпатија.
ПК терапеути тврде да проблеми са којима се појединци свакодневно суочавају могу бити узроковани траумама претрпљеним у претходним генерацијама породица којима припадају, чак иако сами појединци немају свест о трауматичном догађају. Хелингер спомиње везу између проблема из садашњости и проблема из прошлости, где ови први нису последица личног негативног искуства већ неразрешених траума претходних генерација једне породице, међу којима су убиство, самоубиство, смрт мајке при рођењу детета, рана смрт родитеља или рођака, рат, природне катастрофе, емиграција или злостављање. Психијатар Иван Бозормени Нађ овај феномен назива „невидљивом оданошћу”.

## Порекло и извори
Филозофска позадина ПК изведена је из егзистенцијалне феноменологије и одређених елемената мистицизма, а њена феноменолошка историја може се пратити кроз рад филозофа Франц Брентана, Едмунд Хаслера и Мартин Хајдегера.  Уместо разумевања ума, свести и емоција, егзистенцијална феноменологија уводи перцепцију о целокупној панорами људских искустава и настоји да схвати смисао.
ПК свој облик и структуру преузима из психологије породичних система. Неке од утицајнијих личности овог покрета су Џејкоб Морено – оснивач психодраме, Иван Бозормени Нађ – заступник трансгенерацијског система размишљања, Милтон Ериксон – заступник кратке терапије и хипнотерапије, Ерик Берне – креатор концепта животног сценарија и Вирџинија Сатир – оснивач породичне скулптуре (претече системских констелација). У току протекле деценије, практичари широм света увели су даље иновације у примени ове методе. Сам термин „Породичне констелације” први пут је употребљен од стране Алфред Адлера.

### Утицај Зулу културе
Хелингер део процеса ПК-а заснива и на аутохтоном Зулу мистицизму како би допринео ослобађању напетости, олакшавању емоционалних оптерећења и решавању стварних проблема. Као римокатолички свештеник у Јужној Африци провео је 16 година током 1950-их и 1960-их. У то време течно је говорио Зулу језик, учествовао у Зулу ритуалима и стекао поштовање према Зулу погледу на свет. Хајдегер је рекао да бити човек значи бити бачен у свет без логичке, онтолошке и моралне структуре. У Зулу култури Хелингер је пронашао храброст и равнодушност који су заштитни знак Хајдегеровог неухватљивог и аутентичног „ја”. Берт Хелингер придаје посебну важност начину на који се ова култура односи према својим прецима, а који се у великој мери разликује од Европског. Њени чланови живе и раде у религиозном свету чија су централна тачка преци, који су и схваћени као снажна, позитивна, конструктивна и креативна присуства. Повезаност са прецима је главна ставка у ПК.

## Опис сесије Породичних констелација
Многи модерни практичари помешали су ПК са психолошким аспектима исцељења и створили варијације ове методе, док су други задржали Хелингерову оригиналну форму. Опис терапије који следи у даљем тексту представља прототип групне сеансе ПК по Берту Хелингеру, креиране 1990-их.
- Групну терапију води фацилитатор.
- У току једне сеансе (једног дана), обично три или четири припадника из целе групе имају прилику да поставе своју констелацију, док остали присутни у њима учествују. Сеанси ће бити онолико колико је потребно да сви припадници групе поставе своју констелацију.
- На почетку сваке, субјекат одлучује који проблем ће бити тема његовог рада. Након кратког интервјуа са фацилитатором, међу присутним члановима групе субјекат бира актере своје констелације. Актери обично представљају самог субјекта или чланове његове породице, а у неким случајевима и осећања (туга, бес, депресија итд.) или конкретан проблем (посао, друштво, болест, комшије итд.)
- Након што их изабере, одводи их на интуитивно изабрано место у простору и на исти начин поставља, а затим седа и посматра „представу”.
- За разлику од методе психодрама, у првих неколико минута актери се не крећу, не говоре и не делају.
- У ПК, акценат је на интуитивној перцепцији при одабиру актера као и при даљем развоју саме констелације. На тај начин долази до изражаја фактор који је психијатар Алберт Махр описао као поље знања[12], а биолог Руперт Шелдрејк као морфичку резонанцу.[13] Актери немају никаквих информација о томе коју тачно тему представљају те је поље знања оно што им омогућава да интуитивно опажају и артикулишу осећања која су заправо огледало оних особа или проблема које актери представљају. Актери онда делају у складу са својим осећањима.
- У току констелације, фацилитатор може поставити актерима кратка питања о томе како се осећају у улози коју „глуме”. Из тога изводи закључак о динамици просторног и породичног распореда, као и о вези између осећања актера и релевантне теме констелације субјекта.  Углавном се на овај начин открије да трауме несвесно и даље утичу на живот субјекта и субјектове породице, дуго након што су стварне жртве или починиоци умрли.
- Решење овог проблема постиже се репозиционирањем актера у простору, као и додавањем кључних чланова породичном систему који су из њега искључени.
- Кад се сваки представник на свом месту осећа добро, фацилитатор може предложити наглас једну или две реченице коју би субјекат требало да понови. Ако се представници не осећају спокојно са својим новим положајем или реченицама које су чули, могу се поново разместити или се може испробати различита реченица.  Овај процес симболише враћање свих елемената система на своје место и представља решење субјектовог проблема. Понекад се констелација заврши и без крајњег решења, што указује на то да се корен тешкоће налази негде дубље у породичној историји.
- Када фацилитатор закључи да се исцељење проширило међу представницима, позива субјекта да замени свог представника у констелацији и омогући му да осети нови, реконструисани систем. Када се сви осете пријатно на свом месту, констелација се завршава.

## Едукација и семинари
Многи терапеути широм света одржавају семинаре и обуке о Хелингеровој методи или њеним варијацијама.
18. маја 2015. године у Србији је основано „Удружење Хелингер” . Ова организација својим члановима омогућава обуку и лиценцу за терапеута системских констелација, као и даље усавршавање путем домаћих и иностраних семинара.